# Циклічні форми (музика)
Циклічні форми в музиці — музичні форми твору, які передбачають наявність окремих частин, самостійних за будовою, але пов'язаних єдністю задуму. В історії академічної музики відомими є цикли: «прелюдія і фуга», сюїта та сонатно-симфонічний цикл. Циклом може називатися також ряд пов'язаних між собою творів (кожен з яких може мати або не мати циклічну форму) або концертних програм. У неакадемічній музиці (джаз, рок) до циклічних форм можуть тяжіти концептуальні альбоми й окремі великі твори.

## Цикл «прелюдія і фуга»
Двочастинний цикл «прелюдія і фуга» відомий з часів бароко. Він передбачає функціоналізацію прелюдії як імпровізаційного вступу до фуги.
Цикли «прелюдій і фуг» можуть об'єднуватися в більші цикли на основі будь-якого формального або тематичного принципу. Найбільш відомий приклад — «Добре темперований клавір» Й. С. Баха, побудований за принципом певного чергування ладотональних відповідностей. Приклад з музики XX століття — «24 прелюдії і фуги» Д. Д. Шостаковича.

## Сюїтний цикл
Для сюїти, відомої з XVI століття, характерні:
- зв'язок окремих частин твору з традиційними прикладними (пісенними, танцювальними) жанрами;
- простота будови частин;
- контрастне зіставлення частин;
- тенденція до єдності або найближчої спорідненості тональностей частин.

Вершини жанру в музиці бароко — сюїти Й. С. Баха і Г. Ф. Генделя, в класичний період — В. А. Моцарта і Й. Гайдна. У XIX столітті великі композитори зверталися до жанру сюїти в основному з метою стилізації (Е. Гріг, М. Равель та ін.).
У XX столітті жанр сюїти був істотно переосмислений, до нього застосовані нові прийоми (наприклад, додекафонічні оркестрові сюїти А. Шенберґа і А. Берґа), охоплений новий матеріал (так, в сюїті П. Гіндеміта «1922 рік» використані модні танці відповідного часу: шіммі, бостон, реґтайм).
До сюїтної форми тяжіють і деякі твори неакадемічної музики (в основному, прогресивного року). Як приклади можна назвати «Lizard» з однойменного альбому рок-групи King Crimson і «Atom Heart Mother» з однойменного альбому групи Pink Floyd. Однак «рок-сюїтами» часто називають і композиції, що тяжіють скоріше до вільних і змішаних форм (в традиційній музично-теоретичної термінології).

## Сонатно-симфонічний цикл
До сонатно-симфонічного циклу відносяться найбільш абстрактні жанри академічної музики, такі як симфонія, соната, концерт. Для нього характерні:
- абстрагування від прикладного характеру музики (навіть якщо в якості матеріалу будь-якої частини використаний прикладної матеріал);
- можливість образно-смислових контрастів між окремими частинами (аж до їх прямого протиставлення);
- складний тональний розвиток;
- усталені функції та форми окремих частин (характерні для окремих жанрів сонатно-симфонічної музики).

Класична соната формувалася протягом XVIII сторіччя, вершини розвитку досягла у віденській класиці і залишається, з деякими застереженнями, живим жанром. Симфонія як жанр сформувалася в середині XVIII століття, вершини розвитку досягла також у віденській класиці і залишається живим жанром академічної музики. (Симфонічну форму не слід плутати з симфонізмом, який може бути властивий і творам, що не відносяться до цієї форми). У другій половині XIX сторіччя для багатьох творів цього жанру став властивий лейтмотивний і монотематичний принципи. Концерт як різновид сонатно-симфонічного циклічного твору, для якого характерні протиставлення звучання повного складу ансамблю та окремих груп або солістів, утворився у відомому нині вигляді в кінці XVIII сторіччя.

## Вільні та змішані форми
Музичний твір може складатися з частин, об'єднаних за іншим, ніж в перерахованих жанрах, принципом, і все ж таки мати тою чи іншою мірою циклічний характер. Такими є більшість жанрів прикладної духовної музики (меса, духовний концерт), кантати, вокальні та вокально-хорові цикли (сюжетні і ліричні).

## Великі цикли
В цикл можуть об'єднуватися і цілі твори (кожен з яких, в свою чергу, може мати чи не мати циклічний характер). Такі згадані вище цикли прелюдій і фуг, тетралогія Р. Вагнера «Перстень Нібелунга», концептуальні альбоми у неакадемічній музиці, а також окремі великі твори джазової та рок-музики.